# Erinnerungskreuz für den Feldzug 1866 (Sachsen)
Das Erinnerungskreuz für den Feldzug 1866 wurde am 22. Mai 1867 von König Johann von Sachsen gestiftet und allen Soldaten des Landes verliehen, die im Jahre 1866 am Deutschen Krieg gegen Preußen teilgenommen oder in diesem Zeitraum der Besatzung der Festung Königstein angehört haben.
Das aus Bronze gefertigte Kreuz zeigt mittig von einem Eichenkranz umschlossen die gekrönten und verschlungenen Buchstaben  J R  (Johann Rex). Rückseitig ebenfalls von einem Eichenkranz umschlossen die Jahreszahl  1866. 
Kombattanten erhielten die Auszeichnung an einem gelben Band mit drei hellblauen Seitenstreifen, Nichtkombattanten an einem gelben Band mit vier hellblauen Seitenstreifen. Getragen wurde die Dekoration auf der linken Brustseite.